# Kristýna Mertlová
Kristýna Mertlová (rozená Kočí, * 20. ledna 1985 Praha) je česká podnikatelka a bývalá politička. Od května 2010 do srpna 2013 byla poslankyní parlamentu. Byla programovou ředitelkou a radní strany Věci veřejné a do vyloučení ze strany v dubnu 2011 také předsedkyní jejího poslaneckého klubu. Nyní spolu se svým manželem vlastní seznamovací agenturu Date2k.

## Vzdělání
Absolvovala gymnázium Jana Nerudy v Praze, dále absolvovala dvousemestrální studium na CEVRO Liberálně-konzervativní akademii a roku 2013 ukončila magisterské studium politologie na Filozofické fakultě Univerzity Karlovy. Část studií strávila v Paříži na univerzitě Sciences-Po.

## Politická kariéra
Členkou Věcí veřejných byla v letech 2009–2011.
Při kampani před parlamentními volbami 2009 zaujala billboardem „Kluky pusťte k vodě, volte naše holky“, na němž se s dalšími třemi členkami VV (Kateřina Klasnová, Lenka Andrýsová a Karolína Peake) objevila v plavkách. O půl roku později, při kampani před parlamentními volbami 2010, byla mezi šesticí členek VV, které nafotily sexy kalendář.
V parlamentních volbách 2010 se stala poslankyní parlamentu z pozice lídryně kandidátky v Moravskoslezském kraji. V dolní sněmovně vykonávala funkci předsedkyně poslaneckého klubu VV, dne 7. dubna 2011 však z něj byla vyloučena (následně i ze strany), když se v kauze financování VV postavila proti ministru dopravy Vítu Bártovi (VV).

### Kauza financování VV
Dne 6. dubna 2011 podala trestní oznámení na Městském státním zastupitelství v Praze na ministra dopravy Víta Bártu ve stejné věci jako Jaroslav Škárka. Bártu obvinila kvůli finančnímu „daru za loajalitu“, který jí měl poskytnout ve výši půl milionu korun. Kočí to veřejně oznámila 7. dubna 2011 a současně Bártu vyzvala k rezignaci na všechny politické funkce. Ještě předtím o svém trestním oznámení informovala na soukromé schůzce premiéra Petra Nečase. Radou Věcí veřejných byla téhož dne ze strany vyloučena.
Po podání trestního oznámení si najala ochranku, která v jejím bytě v Salvátorské ulici našla 11. dubna 2011 odposlouchávací zařízení. Případem se jako trestným činem porušování domovní svobody zabýval společný tým protikorupční policie (ÚOKFK) a Útvaru pro odhalování organizovaného zločinu, ale odložil jej 13. července 2011 s tím, že nebylo možné zjistit jeho pachatele. Podle závěrů znalců přitom zařízení nebylo vůbec funkční a šlo v podstatě o kamufláž.
On-line deník TÝDEN.CZ zveřejnil 13. dubna 2011 informace o tajně pořízené nahrávce schůzky konané 9. dubna 2011, na níž se setkala se členem frýdecko-místecké organizace VV a zároveň sponzorem Lukášem Víchem a tajemnicí Markétou Dobešovou. Mertlová na nahrávce uvádí, že aféra financování VV byla součástí tři čtvrtě roku chystaného projektu, na němž se podíleli lidé z ODS, jmenovitě Petr Tluchoř. Po zveřejnění nahrávky uvedla, že záměrně potvrzovala a dále rozvíjela spekulativní informace šířené Vítem Bártou, Radkem Johnem či Michalem Babákem, „aby prokázala praktiky, které do politiky zavedla politická divize bezpečnostní agentury ABL, neboť byla informována, že její schůzky mohou být nahrávány“. Pouhé 4 dny po zveřejnění nahrávky uvedlo pražské divadlo A Studio Rubín mimořádné scénické čtení nazvané Kristýna – blonďatá bestie, v němž byl použit přepis nahrávky.
Při hlavním líčení Obvodního soudu pro Prahu 5, které probíhalo od 5. března do 13. dubna 2012, vystupovala v Bártově případu jako svědkyně a zároveň jako poškozená. Soudce Jan Šott při vynesení a odůvodnění rozsudku vyhodnotil její výpověď jako mimořádně nevěrohodnou a uvedl, že předpokládá, že se policejní orgány budou na základě skutkových zjištění soudu zabývat možnou kvalifikaci jednání Kristýny Mertlové jako zločinu či pokusu zločinu křivého obvinění a pozornost by měla být zaměřena i na posouzení podezření ze spáchání zločinu podvodu. Dále konstatoval, že Bártovo jednání bylo ze strany Mertlové vyprovokováno, a proto odmítl, že by došlo k zásahu do práva na ochranu občanské cti poškozené Kristýny Mertlové.

## Osobní život
Má dva sourozence, bratra a sestru. O tři roky mladší bratr Michal studoval v Hradci Králové vojenskou farmacii a nyní pracuje jako vedoucí lékárník Nemocniční lékárny v Ústřední vojenské nemocnici v Praze. O 10 let mladší sestra studovala gymnázium. Jejím otcem je RNDr. Antonín Kočí, podnikatel, který je společníkem a jednatelem ve společnosti SKILL s.r.o. (poradenská firma v oblasti informatiky), byl trestně stíhaný v korupční aféře MPSV. Kristýna Mertlová o svém otci uvedla, že od svých osmnácti nebo devatenácti u něj nebydlí a že vždy byl proti jejímu vstupu do politiky. Její matkou je RNDr. Ivana Kočí, bývalá středoškolská učitelka matematiky a informatiky, v současnosti šéfredaktorka nakladatelství Grada.
Po odchodu z politiky založila seznamovací agenturu Date2k a vdala se za pojistného matematika Jakuba Mertla. Dne 17. listopadu 2015 se jim narodil syn Antonín. Poté se manželům narodili další tři synové – Albert, Adam (v červnu 2017) a Alex.